# 锡尼河东苏木
锡尼河东苏木又称锡尼河准苏木（汉语拼音字母：Xinhen Juun Sûm，布里亚特土语拼音字母：Xeneheen Zuun Sômôn），是中华人民共和国内蒙古自治区呼伦贝尔市鄂温克族自治旗下辖的一个乡镇级行政单位。
孟根楚鲁苏木已于2001年并入锡尼河东苏木。近年来，锡尼河东苏木政府由锡尼河东嘎查（今属布尔都嘎查）搬迁至原孟根楚鲁苏木所在地（今孟根楚鲁嘎查）。

## 行政区划
锡尼河东苏木下辖以下地区：
布尔都嘎查、哈日嘎那嘎查、韩勿拉嘎查、哈日陶海嘎查、孟根楚鲁嘎查、孟根托亚嘎查、萨如拉托亚嘎查和维特根嘎查。

## 名胜
锡尼河庙位于此地。